# Voyageur
Voyageur es el quinto álbum de Enigma, lanzado en el año 2003. 
Es un álbum diferente al de los demás editados previamente, debido a la ausencia de las flautas shakuhachi y de los cantos gregorianos y tribales. Las canciones de este álbum están más orientadas hacia el pop, como «Voyageur», «Incognito», «Boum-Boum» y «Look of Today». Michael Cretu, el productor de Enigma, describió el género musical de Voyageur como pop sofisticado.
Sería la última vez que la cantante Sandra, esposa de Michael Cretu y a poco tiempo de divorciarse, interviniera en un disco de Enigma.
Este álbum fue publicado con el sistema de protección Copy Control en algunas regiones.

## Ediciones del álbum
Voyageur fue lanzado en el formato de disco compacto y casete, teniendo el diseño artístico del CD (hecho por el fotógrafo y diseñador gráfico Johann Zambryski) dos diferentes versiones: 
- Una edición de «empaquetado especial», con el estuche del CD transparente, y el diseño artístico del álbum repartido entre la cubierta del estuche y el mismísimo CD, con el libreto con forma de anillo  bajo el disco compacto;
- Una versión normal con la funda de cartón (que era más difícil de encontrar que el del «empaquetado especial»).

## Listado de canciones
1. «From East to West» (Michael Cretu) — 4:10
2. «Voyageur» (Michael Cretu, Jens Gad/Michael Cretu) — 4:36
3. «Incognito» (Michael Cretu) — 4:24
4. «Page of Cups» (Michael Cretu, Jens Gad) — 7:00
5. «Boum-Boum» (Michael Cretu) — 4:30
6. «Total Eclipse of the Moon» (Michael Cretu) — 2:16
7. «Look of Today» (Michael Cretu) — 3:44
8. «In the Shadow, in the Light» (Michael Cretu) — 5:33
9. «Weightless» (Michael Cretu) — 2:18
10. «The Piano» (Michael Cretu, Jens Gad) — 3:00
11. «Following the Sun» (Michael Cretu) — 5:48

## Personal
- Ruth-Ann (de Olive) – vocalista principal (canciones 5 y 11)
- Michael Cretu – productor, vocalista principal (canciones 6, 7 y 9)
- Sandra – voces femeninas (canciones 2 y 4)
- Andru Donalds – vocalista principal (canciones 3, 5 y 8)
- Jens Gad – guitarras
- Johann Zambryski – trabajo artístico

## Posicionamiento en las listas
| Lista (Sep. 2003-Oct. 2003) | Posición más alta | Lista(cont.) (Sep. 2003-Oct. 2003) | Posición más alta |
| --------------------------- | ----------------- | ---------------------------------- | ----------------- |
| Alemania                    | 6                 | Finlandia                          | 34                |
| Arabia Saudita              | 2                 | Francia                            | 32                |
| Argentina                   | 20                | Grecia                             | 3                 |
| Austria                     | 19                | Hungría                            | 29                |
| Bélgica (Fla.)              | 39                | Italia                             | 17                |
| Bélgica (Val.)              | 39                | Noruega                            | 71                |
| Canadá                      | 61                | Países Bajos                       | 13                |
| Rep. Checa                  | 39                | Portugal                           | 4                 |
| Dinamarca                   | 52                | Reino Unido                        | 46                |
| España                      | 87                | Suecia                             | 31                |
| Estados Unidos              | 94                | Suiza                              | 29                |
| Estados Unidos              | 1                 |                                    |                   |